# Coupe d'Afrique des nations de beach soccer
La Coupe d'Afrique des nations de beach soccer (appelée Championnat d'Afrique de beach soccer jusqu'en 2015 inclus) est une compétition de beach soccer se déroulant tous les deux ans et organisée par la Confédération africaine de football. Les deux premières places sont qualificatives pour la Coupe du monde de beach soccer.

## Histoire
L'édition 2011 se déroule sur la plage d'Aïn Diab à Casablanca (Maroc).
Sur proposition de la Fédération sénégalaise de football, le Comité exécutif a approuvé la tenue de la CAN de Beach Soccer (Sénégal 2020) du 23 au 29 mai 2021. Cette coupe continentale aura pour effet de promouvoir la destination Sénégal et  sera aussi l’occasion de rendre un vibrant hommage aux pionniers de cette discipline dont le Sénégal, qui fait partie des 10 meilleures nations de Beach Soccer,.

## Palmarès

### Par pays
| Nation         | Vainqueur                                        | 2e                     | 3e                     | 4e             | Total qualif. CdM |
| -------------- | ------------------------------------------------ | ---------------------- | ---------------------- | -------------- | ----------------- |
| Sénégal        | · 2008, 2011, 2013, 2016, 2018, 2021, 2022, 2024 | 2007, 2015             | · 2009                 |                | 8                 |
| Nigeria        | · 2007, 2009                                     | 2006, 2011, 2016, 2018 | · 2015                 | 2013           | 6                 |
| Cameroun       | 2006                                             | 2008                   | -                      |                | 2                 |
| Madagascar     | 2015                                             | -                      | -                      | 2011           | 1                 |
| Côte d'Ivoire  | -                                                | 2009, 2013             | 2007, 2008             | 2006 ,2015     | 2                 |
| Mozambique     | -                                                | 2021                   |                        | 2022           | 1                 |
| Égypte         | -                                                | 2022                   | 2006, 2011, 2016, 2018 | 2008,2009,2024 | 1                 |
| Mauritanie     | -                                                | 2024                   | -                      | -              | 1                 |
| Maroc          | -                                                | -                      | 2013, 2021, 2022, 2024 | 2016, 2018     | 0                 |
| Afrique du Sud | -                                                | -                      | -                      | 2007           | 0                 |
| Ouganda        | -                                                | -                      | -                      | 2021           | 0                 |

### Par édition
| Édition | Lieu            | Finale     | Finale      | Finale        | 3e place      | 3e place    | 3e place       |
| Édition | Lieu            | Champion   | Score       | Finaliste     | 3e            | Score       | 4e             |
| ------- | --------------- | ---------- | ----------- | ------------- | ------------- | ----------- | -------------- |
| 2006    | Durban          | Cameroun   | 5 – 3       | Nigeria       | Égypte        | 8 – 3       | Côte d'Ivoire  |
| 2007    | Durban          | Nigeria    | 6 – 5       | Sénégal       | Côte d'Ivoire | 2 – 0       | Afrique du Sud |
| 2008    | Durban          | Sénégal    | 12 – 6      | Cameroun      | Côte d'Ivoire | 6 – 3       | Égypte         |
| 2009    | Durban          | Nigeria    | 7 – 4       | Côte d'Ivoire | Sénégal       | 6 – 4       | Égypte         |
| 2011    | Casablanca      | Sénégal    | 7 – 4       | Nigeria       | Égypte        | 4 – 4 (1–0) | Madagascar     |
| 2013    | El Jadida       | Sénégal    | 4 – 1       | Côte d'Ivoire | Maroc         | 7 – 2       | Nigeria        |
| 2015    | Roche Caïman    | Madagascar | 1 – 1 (2-1) | Sénégal       | Nigeria       | 9 – 1       | Côte d'Ivoire  |
| 2016    | Lagos           | Sénégal    | 8 – 4       | Nigeria       | Égypte        | 4 – 1       | Maroc          |
| 2018    | Charm el-Cheikh | Sénégal    | 6 – 1       | Nigeria       | Égypte        | 3 – 2       | Maroc          |
| 2021    | Saly            | Sénégal    | 4 – 1       | Mozambique    | Maroc         | 5 – 3       | Ouganda        |
| 2022    | Vilankulo       | Sénégal    | 2 – 2 (6–5) | Égypte        | Maroc         | 6 – 4       | Mozambique     |
| 2024    | Hurghada        | Sénégal    | 6 – 1       | Mauritanie    | Maroc         | 4 – 3       | Égypte         |

## Trophées individuels
| Édition | Meilleur joueur                       | Meilleur buteur                                    | Meilleur buteur | Meilleur gardien      |
| Édition | Meilleur joueur                       | Nom                                                | Nbr             | Meilleur gardien      |
| ------- | ------------------------------------- | -------------------------------------------------- | --------------- | --------------------- |
| 2006    | Frédéric Aka                          |                                                    |                 |                       |
| 2007    | Frédéric Aka                          | Isiaka Olawale                                     |                 |                       |
| 2008    | Pape Jean Koukpaki                    |                                                    |                 | Al Seyni Ndiaye       |
| 2009    | Pape Jean Koukpaki et Babacar Fall    |                                                    |                 | Al Seyni Ndiaye       |
| 2011    | Isiaka Olawale                        | Pape Jean Koukpaki, Babacar Fall et Isiaka Olawale | 8 buts          | Al Seyni Ndiaye       |
| 2013    | Nassim El Hadaoui                     | Azeez Abu                                          | 12 buts         | Al Seyni Ndiaye       |
| 2015    | Tokiniaina Francegal Randriamampandry | Alexander Adjei                                    | 17 buts         | Jhorialy Rafalimanana |
| 2016    | Emeka Ogbonna                         | Babacar Fall                                       | 10 buts         | Al Seyni Ndiaye       |
| 2018    |                                       | Assouan Eric Kablan et Regis Enidiel               | 9 buts          |                       |
| 2021    | Nelson Manuel                         | Nelson Manuel                                      | 10 buts         | Al Seyni Ndiaye       |
| 2022    | Seydina Mandione Diagne               | Seydina Mandione Diagne                            | 10 buts         | Al Seyni Ndiaye       |
| 2024    | Jean Ninou Diatta                     | Alexander Adjei                                    | 11 buts         | Mohamed Elsayed       |